# Baizieux
Baizieux é uma comuna francesa na região administrativa de Altos da França, no departamento de Somme. Estende-se por uma área de 5,09 km². Em 2010 a comuna tinha 211 habitantes (densidade: 41,5 hab./km²).